# Hidroarheološko nalazište kod Visa
Hidroarheološko nalazište nalazi se u pomorju Grada Visa.

## Opis
Hidroarheološko nalazište, ležište amfora i ulomaka različitih posuda potječe od brodoloma koji je datiran u 2. do 1. st. prije Krista.

## Zaštita
Pod oznakom Z-5101 zavedeno je kao nepokretno kulturno dobro - arheologija, pravna statusa zaštićena kulturnog dobra, klasificirano kao "podvodna arheološka zona/nalazište".